# Acer longipedicellatum
Acer longipedicellatum é uma espécie de árvore do gênero Acer, pertencente à família Aceraceae.